# Thuy Trang
Thuy Trang (14. prosince 1973 Saigon, Vietnam – 3. září 2001 San Francisco, USA) byla americká filmová herečka a zpěvačka-skladatelka vietnamského původu.
Narodila se ve Vietnamu do rodiny vojáka bojujícího v americko-vietnamské válce. Po ukončení bojů se rodina přestěhovala do Hongkongu a poté obdržela azyl v USA, otec však v roce 1982 zemřel na rakovinu.
Vystudovala několik škol a začala se věnovat herectví. Získala několik malých rolí, než přišla ta největší. V roce 1993 dostala roli v populární sérii Strážci Vesmíru, kde hrála žlutého strážce alias Trini Kwan. Po nějakém čase ze seriálu odešla a hrála ve filmech Agent WC 40 nebo Vrána: Město andělů. Natočila i pár dokumentů o bojových umění.
3. září 2001 měla nedaleko San Francisca smrtelnou autonehodu. Pochována je v Rose Hills Memorial Park v L.A..

## Filmografie
| Rok       | Název                                               | Role       | Poznámka |
| --------- | --------------------------------------------------- | ---------- | -------- |
| 1993–1994 | Strážci Vesmíru                                     | Trini Kwan | také hra |
| 1995      | Encyclopedia of Martial Arts: Hollywood Celebrities | sama sebe  | dokument |
| 1996      | Agent WC 40                                         | Manicurist |          |
| 1996      | Vrána: Město andělů                                 | Kali       |          |